# Luigi Dei Bei
Luigi Dei Bei (Mestre, 29 novembre 1830 – Mira, 1º settembre 1905) è stato un magistrato e politico italiano.

## Biografia
Combattente nella prima guerra d'indipendenza si laurea in seguito a Padova ed entra in magistratura nel 1855 come praticante giudiziario al tribunale di Venezia. È stato sostituto procuratore a Padova, Vicenza, Venezia, procuratore a Conegliano, Vicenza e Venezia, consigliere della corte d'appello a Venezia, sostituto procuratore generale presso la corte di cassazione di Roma, primo presidente della corte d'appello a Roma, Genova, Milano, Venezia e Firenze.